# Śląska Karta Usług Publicznych

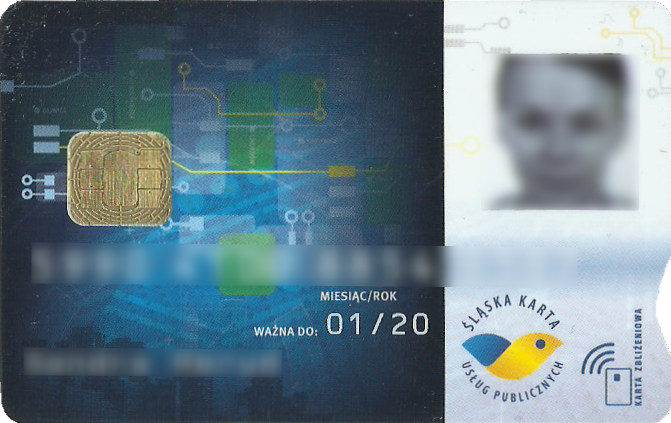
Przód karty

Śląska Karta Usług Publicznych – funkcjonująca w latach 2015–2023 bezdotykowa karta elektroniczna służąca do dokonywania płatności za przejazdy komunikacją miejską organizowane przez Zarząd Transportu Metropolitalnego (do końca 2018 KZK GOP), za parkowanie w strefach płatnego parkowania w 6 miastach konurbacji górnośląskiej, w placówkach kultury, placówkach rekreacyjno-sportowych, bibliotekach i urzędach miast. Wydawcą karty był mBank, obsługą techniczną zajmowało się Asseco Poland.

## Historia

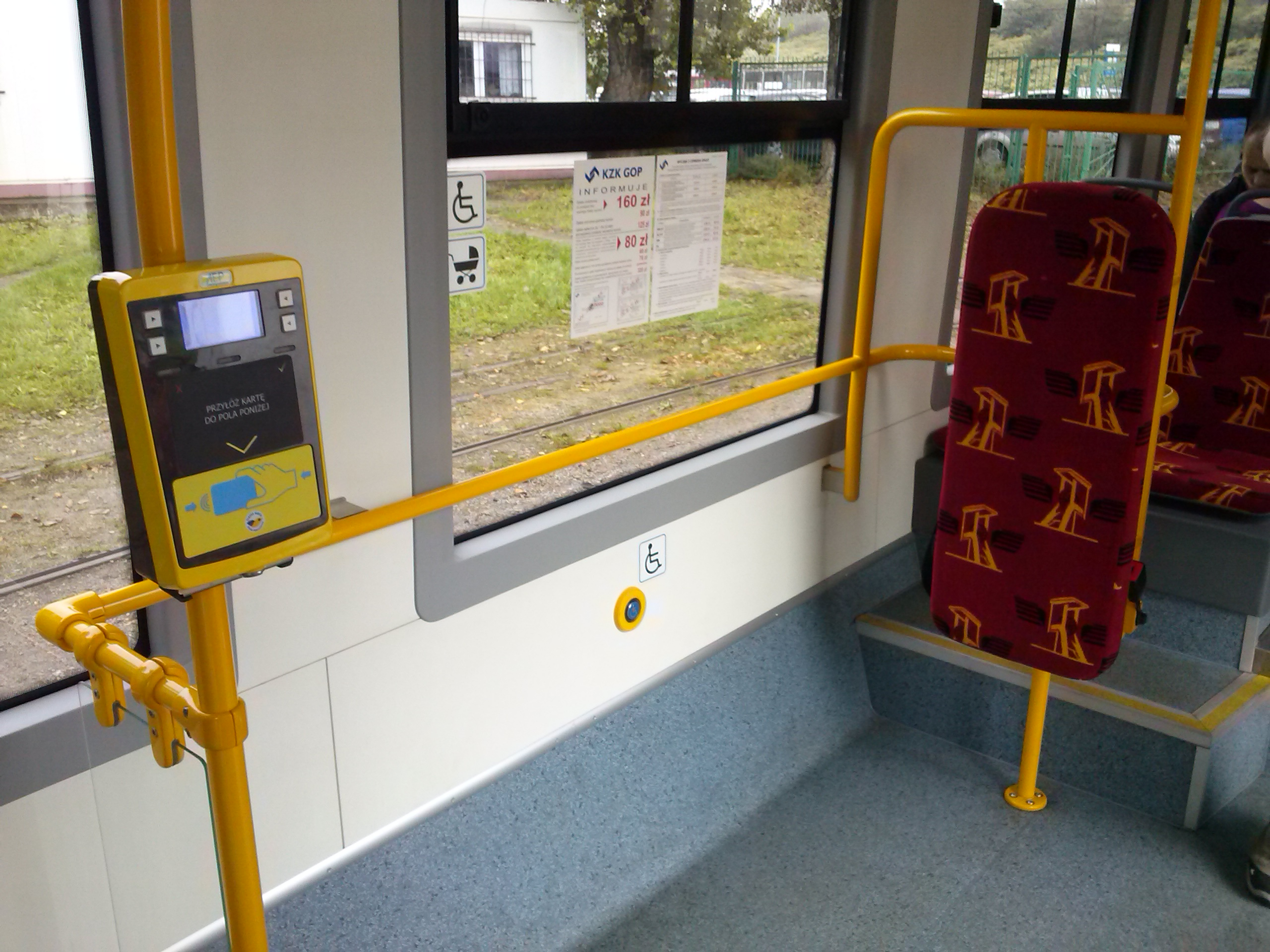
Czytnik w tramwaju Twist

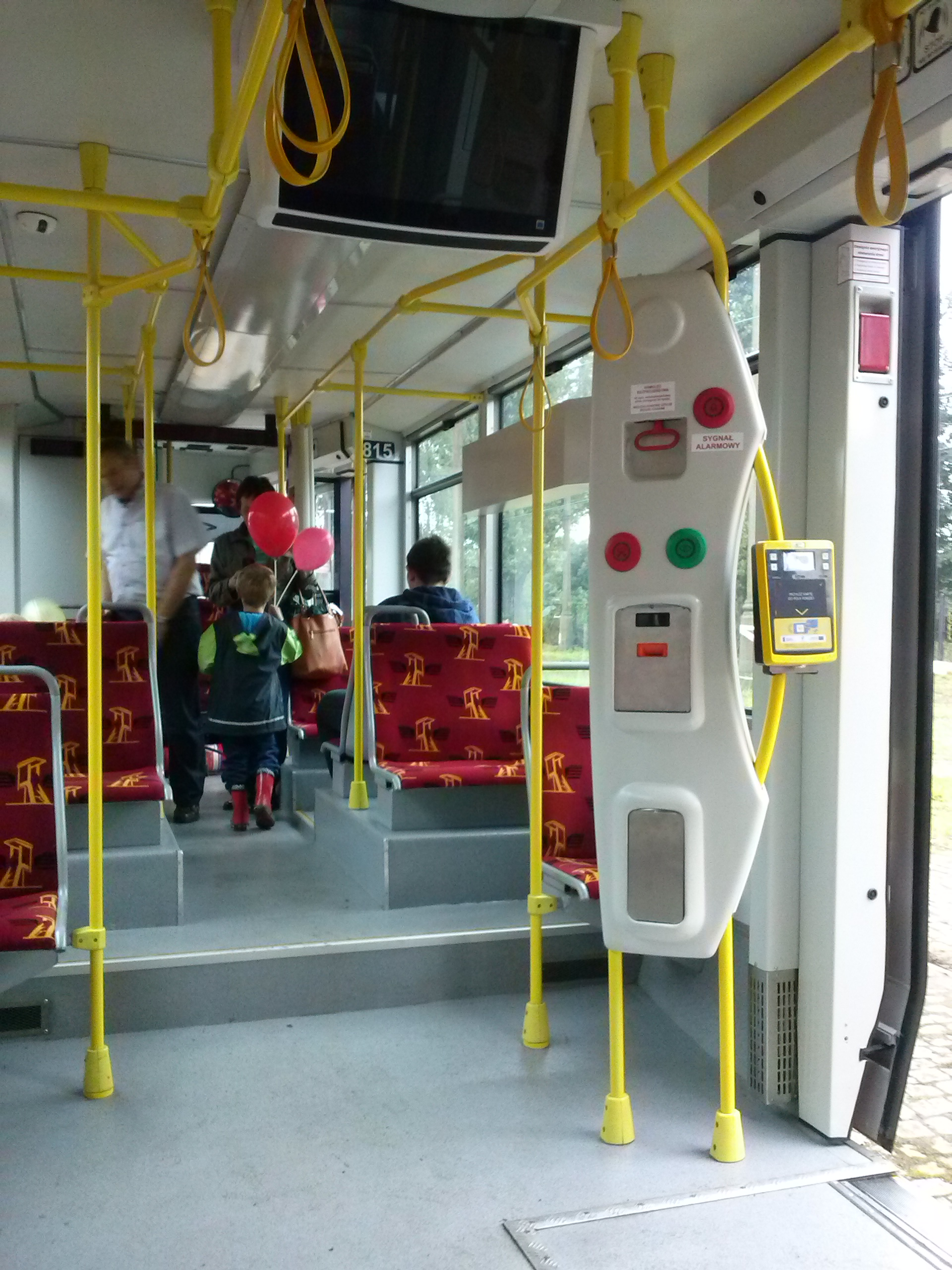
Czytnik w tramwaju Citadis

### Wybór wykonawcy
Pomysł wprowadzenia karty miejskiej w konurbacji górnośląskiej pojawił się po raz pierwszy w 2007 roku, natomiast dwa lata później prezydenci miast konurbacji podpisali umowę odnośnie do rozpoczęcia prac zmierzających do wprowadzenia karty. W listopadzie 2009 roku KZK GOP ogłosił konkurs na logo karty. W konkursie wzięło udział 213 prac i zwyciężył projekt żółto-niebieskiego ptaszka.
18 października 2010 zarząd województwa śląskiego podpisał z KZK GOP umowę na dofinansowanie systemu Śląskiej Karty Publicznej w ramach Regionalnego Programu Operacyjnego Województwa Śląskiego na lata 2007–2013 ze środków Europejskiego Funduszu Rozwoju Regionalnego. W listopadzie 2010 KZK GOP ogłosił przetarg na Dostawę, wdrożenie i utrzymanie systemu „Śląskiej Karty Usług Publicznych”. W postępowaniu zostały złożone oferty 2 konsorcjów: Qumak-Sekom, Polska Wytwórnia Papierów Wartościowych i BRE Bank (197 mln zł netto) oraz Comarch i SkyCash Poland (484 mln zł). Budżet zamawiającego wynosił 160 mln zł. W maju 2011 została wybrana oferta pierwszego konsorcjum, jednakże Comarch odwołał się do Krajowej Izby Odwoławczej i to odwołanie zostało 7 czerwca uwzględnione, w związku z czym 28 czerwca KZK GOP zdecydował się unieważnić przetarg.
W lipcu 2011 ogłoszono nowy przetarg. W postępowaniu zostały złożone oferty 3 konsorcjów: Asseco Poland i BRE Bank (189,6 mln zł), Comarch, ATM Systemy Informatyczne, mPay i Getin Noble Bank (276,6 mln zł) oraz Qumak-Sekom, Polska Wytwórnia Papierów Wartościowych i Bank Gospodarstwa Krajowego (209,7 mln zł). 4 października KZK GOP wybrał ofertę pierwszego konsorcjum. Od tej decyzji odwołało się konsorcjum z Qumak-Sekom na czele. Krajowa Komisja Odwoławcza podzieliła jeden z sześciu podniesionych w odwołaniu zarzutów (związanych z ubezpieczeniem Asseco) i konieczny był ponowny wybór oferty przez KZK GOP. 9 listopada zamawiający ponownie wybrał ofertę konsorcjum Asseco i BRE Bank, a 9 stycznia 2012 podpisał z nim umowę na wykonanie systemu. Według ówczesnych planów całość miała być gotowa po 16 miesiącach.

### Wdrożenie
W kwietniu 2012 uruchomiono portal poświęcony Śląskiej Karcie Usług Publicznych, a w czerwcu rozpoczęto montaż modułów ŚKUP w autobusach kursujących na zlecenie KZK GOP.
Na wiosnę 2013 roku rozpoczęto montaż automatów ŚKUP na przystankach, a w marcu 2014 rozpoczęto ich stopniowe uruchamianie, które do czasu wprowadzenia kart służyły tylko do sprzedaży biletów okresowych KZK GOP. W marcu 2015 funkcjonalność automatów została rozszerzona o sprzedaż biletów MZK Tychy.
Pod koniec 2014 w Bytomiu rozpoczęto montaż nowych parkomatów w ramach projektu ŚKUP (w mieście już wcześniej funkcjonowała strefa płatnego parkowania obsługiwana przez parkomaty).
W maju 2015 w Katowicach uruchomiono pierwsze parkomaty ŚKUP (z wyłączoną możliwością płatności kartą ŚKUP). Wcześniej opłaty za korzystanie ze strefy płatnego parkowania pobierali parkingowi.
3 sierpnia 2015 w Gliwicach uruchomiono strefę płatnego parkowania, jednakże pomimo że Gliwice są jednym z miast uczestniczących w projekcie ŚKUP, to parkomaty w tym mieście nie mają możliwości płacenia kartami ŚKUP.
W sierpniu 2015 rozpoczęły się wewnętrzne testy systemu. W skład systemu wówczas wchodziło:
- Portal Klienta,
- 40 Punktów Obsługi Klienta, w tym:
  - 35 prowadzonych przez ajentów Kolportera,
  - 5 prowadzonych przez SKBank,
- 109 Stacjonarnych Automatów Doładowania Kart,
- 800 modułów do pobierania opłat i doładowań u sprzedawców,
- 223 parkomaty,
- 410 modułów do pobierania opłat za usługi komunalne,
- 1300 kompletów urządzeń łącznie we wszystkich pojazdach,
- 320 urządzeń dla kontrolerów,
- 20 Punktów Zbierania Danych,
- Centrum Przetwarzania Danych,
- system rozliczeń pieniężnych[24][25].

     Uczestniczące miasta
     Pozostałe miasta/gminy KZK GOP

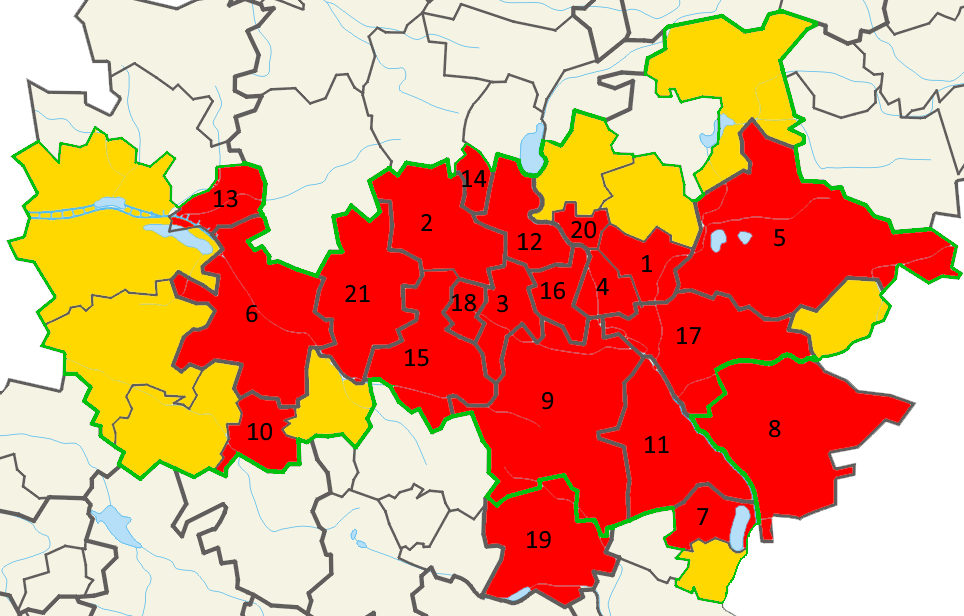
Uczestniczące miasta
Pozostałe miasta/gminy KZK GOP

W projekcie brało udział wówczas 21 miast:

1. Będzin,
2. Bytom,
3. Chorzów,
4. Czeladź,
5. Dąbrowa Górnicza,
6. Gliwice,
7. Imielin,
8. Jaworzno,
9. Katowice,
10. Knurów,
11. Mysłowice,
12. Piekary Śląskie,
13. Pyskowice,
14. Radzionków,
15. Ruda Śląska,
16. Siemianowice Śląskie,
17. Sosnowiec,
18. Świętochłowice,
19. Tychy,
20. Wojkowice,
21. Zabrze[21].

### Funkcjonowanie
1 października 2015 rozpoczęto wydawanie kart ŚKUP, a 1 listopada umożliwiono kodowanie biletów okresowych na karcie. Wraz z rozpoczęciem kodowania biletów na karcie wprowadzano nową taryfę biletową, w ramach której bilety elektroniczne były tańsze od papierowych. Przez pierwsze tygodnie funkcjonowania dochodziło do częstego zawieszania się czytników w autobusach. Dodatkowym problem był całkowity brak czytników w części pojazdów, w szczególności kursujących na zlecenie MZKP, z którym KZK GOP miał wówczas unię biletową.
2 listopada 2015 w Piekarach Śląskich uruchomiono strefę płatnego parkowania z możliwością płatności w automatach ŚKUP (gotówką lub kartą ŚKUP). Tego samego dnia uruchomiono parkomaty ŚKUP (z możliwością płatności gotówką lub kartą ŚKUP) w Tychach, gdzie wcześniej opłatę za parking pobierali inkasenci.
21 listopada 2015 Komisja Nadzoru Finansowego zawiesiła działalność SKBanku, którego placówki były jednym z punktów wydawania kart ŚKUP. Po kilku dniach te punkty wydawania kart zostały ponownie otwarte.
Na przełomie listopada i grudnia 2015 w katowickich parkomatach uruchomiono możliwość płacenia kartami ŚKUP (same automaty uruchomiono wcześniej, ale przyjmowały tylko płatności gotówkowe), a 16 grudnia możliwość płacenia kartami ŚKUP uruchomiono w bytomskich parkomatach. Płatność kartami ŚKUP została również uruchomiona w parkomatach w Chorzowie i Zabrzu. W obu miastach już wcześniej funkcjonowały strefy płatnego parkowania.
11 stycznia 2016 uruchomiono możliwość płacenia kartą za bilety jednorazowe. Jednocześnie wprowadzono nową taryfę – odległościową oraz zmieniono taryfę strefowo-czasową (elektroniczny bilet strefowo-czasowy stał się tańszy niż papierowy).
Pod koniec lutego 2016 wydane były 32 tysiące kart ŚKUP, a na początku kwietnia 40 tysięcy.
1 maja 2016 wycofano ze sprzedaży wszystkie czasowe bilety okresowe z wyjątkiem miesięcznych imiennych. 1 czerwca wycofano bilety miesięczne sieciowe, upoważniające do przejazdu wyłącznie liniami autobusowymi lub wyłącznie liniami tramwajowymi na terenie dwóch lub więcej miast, co spowodowało duże kolejki w punktach wydających karty. Z tego powodu zarząd KZK GOP podjął decyzję o przedłużeniu ważności majowych biletów do 10 czerwca. 1 lipca wycofano bilety miesięczne upoważniające do przejazdu wyłącznie liniami autobusowymi lub wyłącznie liniami tramwajowymi na terenie jednego miasta. Na początku lipca wydanych było 116 tys. kart. 1 sierpnia wycofano ze sprzedaży ostatnie rodzaje papierowych biletów miesięcznych.
22 sierpnia 2016 otworzono dodatkowy, 41. Punkt Obsługi Klienta w Tarnowskich Górach. W pierwszej połowie września uczniowie szkół podstawowych i gimnazjów na terenie obsługiwanym przez MZKP Tarnowskie Góry zostali zwolnieni z obowiązku posiadania biletów podczas podróży do i ze szkoły. Powodem tej decyzji były opóźnienia w wydawaniu kart ŚKUP.
W połowie września 2016 wydanych było 190 tys. kart, a 10 października 207 tys.
Pod koniec 2016 roku w związku z opóźnieniami we wdrożeniu systemu, KZK GOP naliczyło wykonawcy 18 mln zł kary, a za usterki związane z niepoprawnym działaniem systemu kolejne 400 tys. zł.

### Rozbudowa ŚKUP i powstanie Zarządu Transportu Metropolitalnego
16 lutego 2017 władze Sosnowca podpisały z firmą Nextbike umowę na budowę Sosnowieckiego Roweru Miejskiego. Umowa ta przewidywała, że za wypożyczenie rowerów będzie można płacić kartą ŚKUP.
W marcu 2017 Koleje Śląskie złożyły wniosek o pozyskanie dotacji na przystąpienie do ŚKUP. Pod koniec grudnia 2017 KZK GOP wraz z Tychami i Bieruniem ogłosili przetarg na doposażenie autobusów kursujących na zlecenie MZK Tychy w urządzenia ŚKUP oraz montaż 462 tablic dynamicznej informacji pasażerskiej. Pod koniec sierpnia 2018 podpisano umowę na realizację inwestycji z firmą Dysten, a w marcu rozpoczęto montaż urządzeń.
1 stycznia 2019 odpowiedzialność za transport publiczny w Górnośląsko-Zagłębiowskiej Metropolii przejął Zarząd Transportu Metropolitalnego zastępując m.in. KZK GOP, tym samym ZTM przejął nadzór nad ŚKUP. Kilka dni później Górnośląsko-Zagłębiowska Metropolia ogłosiła dialog techniczny na „Nowy system pobierania opłat za usługi publiczne, w szczególności obejmujące publiczny transport zbiorowy w Górnośląsko-Zagłębiowskiej Metropolii”.
W kwietniu 2019 Koleje Śląskie rozpoczęły wymianę terminali konduktorskich na takie, które są kompatybilne ze ŚKUP.
Na początku 2020 roku zakończono montaż kasowników ŚKUP w autobusach i trolejbusach PKM Tychy. Nowe kasowniki otrzymały możliwość płatności kartami zbliżeniowymi, czego nie miały wcześniej montowane kasowniki. 10 kwietnia 2020 udostępniona została aplikacja mobilna Mobilny ŚKUP umożliwiająca m.in. kodowanie na karcie zakupionych biletów okresowych, sprawdzenie rozkładu jazdy i zgłaszanie awarii.
W kwietniu 2020 w Katowicach zamontowano 50 kolejnych parkomatów z możliwością płatności kartą ŚKUP.

### ŚKUP 1.5
28 grudnia 2020 Górnośląsko-Zagłębiowska Metropolia ogłosiła przetarg na „ŚKUP 1.5 – Unowocześnienie systemu pobierania opłat za przejazdy publicznym transportem zbiorowym”. W ramach zamówienia zaplanowano następujące zmiany w systemie:
- działanie online zamiast offline,
- karta jedynie jako identyfikator danych, a nie ich nośnik,
- aplikacja mobilna jako podstawa systemu,
- automatyczna aktywacja zakupionych biletów,
- eliminacja konieczności wizyty w Punkcie Obsługi Klienta podczas zakładania konta[64].

### Atak hakerski
8 lutego 2023 miał miejsce atak hakerski, w wyniku którego ŚKUP oraz System Dynamicznej Informacji Pasażerskiej całkowicie przestały działać. 20 lutego poinformowano, że zakończono usuwanie efektów ataku hakerskiego.

### AplikacjaTransport GZM
7 sierpnia 2023 uruchomiana została aplikacja mobilna Transport GZM zastępująca ŚKUP, w następstwie czego 28 września ŚKUP został całkowicie wyłączony.

## Funkcje karty

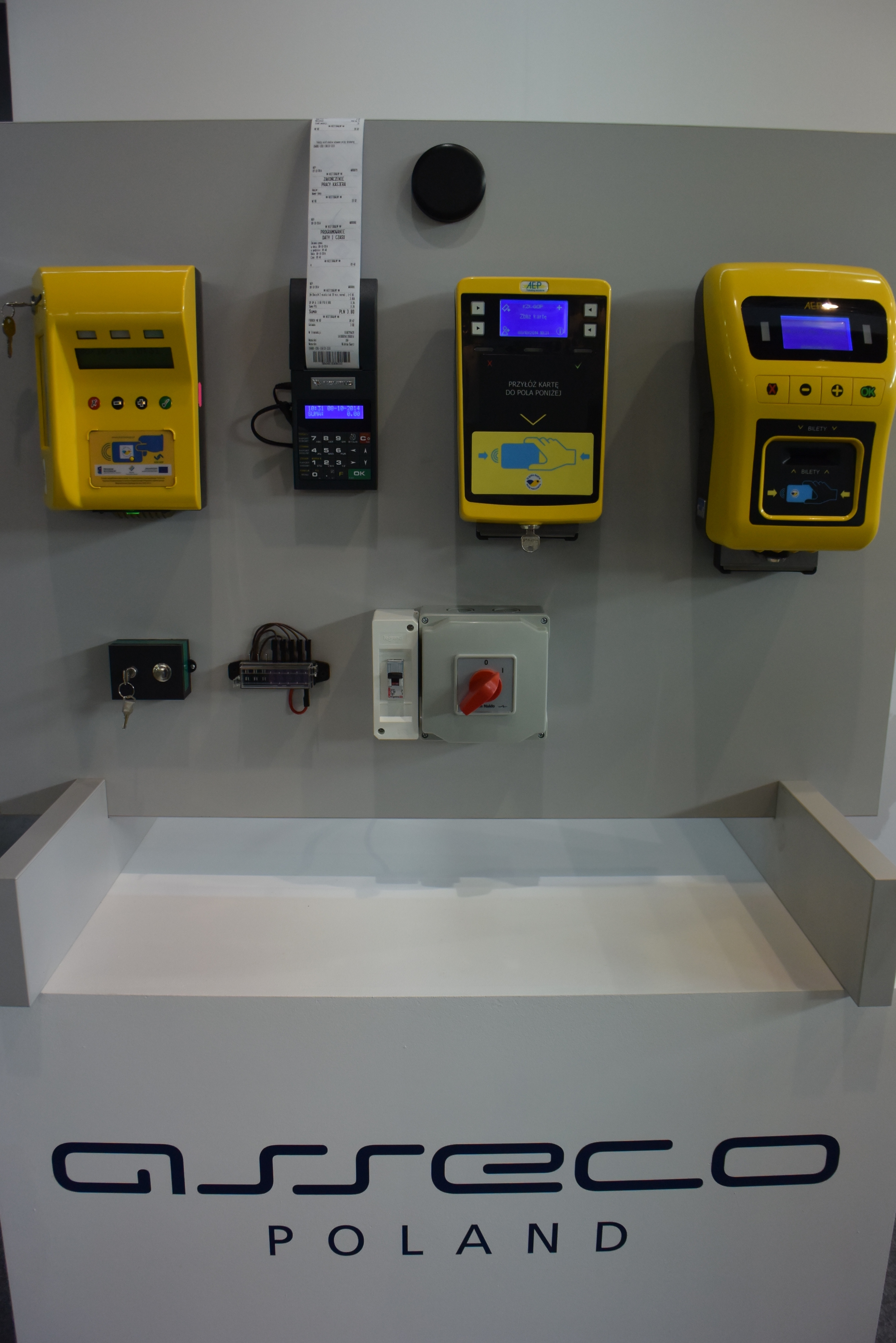
Różne urządzenia ŚKUP

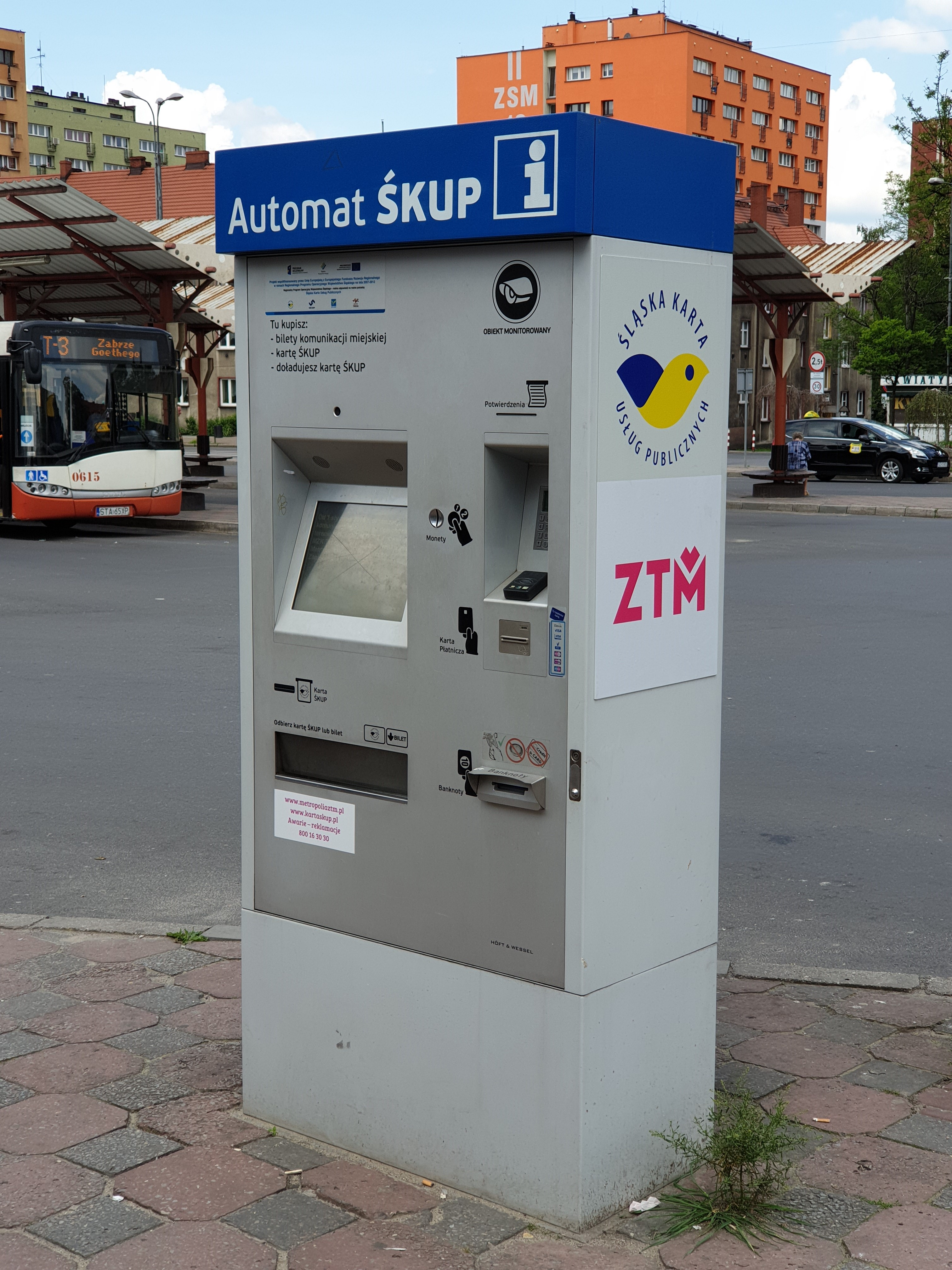
Automat ŚKUP na dworcu Goethego w Zabrzu

Śląska Karta Usług Publicznych służyła do:
- kodowania biletów okresowych ZTM[27][25][57],
- wnoszenia opłat za parkowanie w Bytomiu, Chorzowie, Katowicach, Piekarach Śląskich, Tychach i Zabrzu[35],
- wnoszenia płatności w placówkach kultury (m.in. w muzeach, teatrach i miejskich centrach kultury)[69],
- wnoszenia płatności w placówkach rekreacyjno-sportowych (m.in. w basenach, lodowiskach, kortach tenisowych i halach widowiskowo-sportowych)[70],
- wnoszenia płatności w bibliotekach[71],
- wnoszenia płatności w urzędach miast[72],
- logowanie się do stacji wypożyczania rowerów miejskich[73][74].

## Krytyka
System spotkał się z krytyką m.in.: ze względu na konieczność rejestrowania każdego wejścia do pojazdu przez posiadaczy biletów okresowych (bez którego pasażer traktowany był jak gapowicz), awarie czytników i strony internetowej, błędne kodowania i znikające z karty bilety lub pieniądze, skomplikowaną obsługę samej karty i czytników (m.in. brak automatycznego wyboru najkorzystniejszej taryfy). Krytykowano również fakt, że terminale w takich miejscach jak biblioteki czy baseny nie są praktycznie wykorzystywane.
W związku z koniecznością rejestracji wejścia do pojazdu do Urzędu Ochrony Konkurencji i Konsumentów wpłynęło kilka skarg na KZK GOP, po których UOKiK wezwał związek do zniesienia tego obowiązku. 16 listopada 2017, po zakończeniu postępowania wyjaśniającego w tej sprawie, UOKiK wysłał KZK GOP zawiadomienie o wszczęciu postępowania w sprawie naruszenia zbiorowych interesów konsumentów. Ostatecznie, w styczniu 2018 KZK GOP zniósł obowiązek odbijania karty przy wejściu do pojazdu przez posiadaczy biletów okresowych bez limitu przejazdów.
W 2018 Centralne Biuro Antykorupcyjne przeprowadziło kontrolę dotyczącą zlecanych na zewnątrz dodatkowych usług kontroli przewoźników oraz wdrożenia i utrzymania funkcjonalności projektu Śląskiej Karty Usług Publicznych. Kontrola wykazała, że za niemal 3 mln zł zostały zakupione drukarki fiskalne do drukowania pokwitowań kupna biletów, które nie zostały nigdy wykorzystane.